# Amtssprachen der Vereinten Nationen
Die Amtssprachen der Vereinten Nationen sind die sechs Sprachen, die in den Treffen der Vereinten Nationen verwendet werden, und in welchen alle offiziellen UN-Dokumente verfasst werden. Von den sechs Sprachen sind vier die Amtssprache oder Nationalsprache eines der ständigen Mitglieder des UN-Sicherheitsrates, während die anderen zwei wegen der großen Sprecheranzahl genutzt werden. In alphabetischer Ordnung sind diese:
- Arabisch (Hocharabisch) – Amtssprache oder Nationalsprache mehrerer Länder im Nahen Osten und Nordafrika, sowie verwendet in der Arabischen Welt
- Chinesisch (Mandarin in Kurzzeichen) – Amtssprache der Volksrepublik China[1][2]
- Englisch – Amtssprache des Vereinigten Königreiches und (de facto) der Vereinigten Staaten, außerdem die beliebteste Lingua Franca und Amtssprache in mehreren weiteren Ländern und Regionen.
- Französisch – Amtssprache in Frankreich, Belgien, Kanada, der Schweiz und weiteren 28 Staaten.
- Russisch – Amtssprache der Russischen Föderation, außerdem beliebt in weiteren postsowjetischen Staaten.
- Spanisch – Amts- oder Nationalsprache in 18 Ländern und einem Territorium in Amerika, größtenteils Lateinamerika oder Hispanoamerika, Spanien und Äquatorialguinea.

## Beschreibung
Diese Sprachen werden in den Treffen verschiedener UN-Organisationen verwendet, besonders der Generalversammlung, dem Wirtschafts- und Sozialrat und dem Sicherheitsrat. Jeder Vertreter eines Landes darf in jeder dieser sechs Sprachen vortragen, bzw. eine andere Sprache sprechen und die Übersetzung in eine der sechs Amtssprachen bereitstellen. Die Vereinten Nationen bietet das Simultandolmetschen dieser Sprache in die anderen fünf an.
Die sechs Amtssprachen werden auch für die Verbreitung amtlicher Dokumente verwendet. Generell haben die Texte in jeder Sprache die gleiche Autorität. Die meisten UN-Organe nutzen alle sechs Sprachen als Amts- und Arbeitssprache. Stand 2019 nutzt das UN-Sekretariat jedoch nur zwei Arbeitssprachen: Englisch und Französisch.
Die sechs Amtssprachen, die bei den Vereinten Nationen gesprochen werden, sind die Erst- oder Zweitsprache von 2,8 Milliarden Menschen – weniger als die Hälfte der Weltbevölkerung. Sie sind Amtssprache in beinahe zwei Dritteln der Mitgliedsstaaten der Vereinten Nationen (über 120 Länder).

## Geschichte
Im Jahr 1920 war der Völkerbund eine der ersten internationalen Institutionen, die das Konzept internationaler Amtssprachen unterstützte, um die Kommunikation zu fördern und die globale Diplomatie nach der Brutalität des Ersten Weltkriegs voranzubringen. Der Völkerbund erwählte Englisch, Französisch und Spanisch als Amtssprachen, wobei Englisch und Französisch als Arbeitssprachen dienten. Sie wurden wegen der globalen Reichweite des Britischen und Französischen Kolonialreiches gewählt. Spanisch wurde ausgesucht wegen der großen Zahl der Muttersprachler in Lateinamerika und dem ehemaligen Spanischen Kolonialreich. Es gab Bemühungen, Esperanto als zusätzliche Sprache anzufügen, die jedoch abgelehnt wurden.
In den 1940er Jahren, als sich das Ende des Zweiten Weltkriegs näherte, hielten die Alliierten eine Vielzahl von Konferenzen ab, darunter die Arcadia-Konferenz, die Konferenz von Kairo, die Konferenz von Teheran, die Konferenz von Jalta und die Potsdamer Konferenz. Diese Konferenzen sollten die Nachkriegswelt koordinieren, den Weltfrieden fördern, die globale Kommunikation durch eine internationale Hilfssprache (wie Esperanto) oder eine bestehende Gruppe von Sprachen erleichtern und den Umgang mit der Entkolonialisierung Afrikas und Asiens klären. Darüber hinaus führten diese Konferenzen zur Gründung der Vereinten Nationen als Nachfolger des Völkerbundes.
Dies gipfelte 1945 in der Charta der Vereinten Nationen, ihrem auf der Konferenz von San Francisco unterzeichneten Gründungsdokument, das keine ausdrücklichen Amtssprachen vorsah. Die Charta wurde ursprünglich in fünf Sprachen erlassen (Chinesisch, Englisch, Französisch, Russisch und Spanisch). Die Vereinten Nationen wählten diese ursprünglichen fünf Sprachen aus, weil sie nicht nur vom Völkerbund verwendet wurden, sondern auch de facto die offiziellen Sprachen der wichtigsten alliierten Nationen waren, einschließlich der Großen Vier: das britische Weltreich, die Vereinigten Staaten von Amerika, die Sowjetunion und die Republik China – plus Französisch, das die Sprache Frankreichs und der französischen Kolonien war. Diese Nationen: das Vereinigte Königreich, die USA, die UdSSR, die Republik China und Frankreich, wurden die fünf ständigen Mitglieder des UN-Sicherheitsrates. Inoffiziell hielt die UNO ihre Operationen auf Englisch und Französisch ab; Die Charta sah jedoch (in Artikel 111) vor, dass die fünf Sprachen gleichermaßen maßgeblich sind.
1946 verabschiedete die erste Sitzung der Generalversammlung der Vereinten Nationen eine Geschäftsordnung über Sprachen, die angeblich für „alle Organe der Vereinten Nationen außer dem Internationalen Gerichtshof“ gelten sollten und formell fünf Amtssprachen und zwei Arbeitssprachen festlegten Sprachen (Englisch und Französisch).
Im folgenden Jahr verabschiedete die zweite Tagung der Generalversammlung die ständige Geschäftsordnung, Resolution 173 (II). Der Teil dieser Regeln, der sich auf die Sprache bezieht, lehnte sich eng an die Regeln von 1946 an, außer dass die Regeln von 1947 angeblich nicht für andere UN-Organe, sondern nur für die Generalversammlung galten. Inzwischen war ein Vorschlag in Arbeit, neben Englisch und Französisch Spanisch als dritte Arbeitssprache hinzuzufügen. Dies wurde in der Resolution 262 (III) angenommen, die am 11. Dezember 1948 verabschiedet wurde.
Im Jahr 1968 wurde Russisch als Arbeitssprache der Generalversammlung hinzugefügt, so dass von den fünf Amtssprachen der Generalversammlung nun vier (alle außer Chinesisch) diesen Status beanspruchten.
1973 machte die Generalversammlung Chinesisch zur Arbeitssprache und verwendete fortan die chinesischen Kurzzeichen. Sie fügten außerdem Arabisch als Amts- und Arbeitssprache der GV hinzu. Somit waren alle sechs Amtssprachen auch Arbeitssprachen. Arabisch wurde zur Amts- und Arbeitssprache der „Generalversammlung und den Hauptkomitees“, während die anderen fünf diesen Status auch in den Subkomitees innehielten. Die arabischen Mitglieder der UNO stimmten zu, die Kosten der Implementierung der Resolution für drei Jahre zu tragen.
Im Jahr 1980 verabschiedete sich die Generalversammlung von dieser letzten Unterscheidung und machte auch Arabisch zur Amts- und Arbeitssprache von allen Komitees ab dem 1. Januar 1982. Zur selben Zeit beantragte die GV beim Sicherheitsrat und beim Wirtschafts- und Sozialrat, Arabisch ab dem 1. Januar 1983 auch zu deren Amts- und Arbeitssprachen hinzuzufügen.
Ab 1983 erkannte der Sicherheitsrat (wie die Generalversammlung) sechs Amts- und Arbeitssprachen an: Arabisch, Chinesisch, Englisch, Französisch, Russisch und Spanisch.
Im Wirtschafts- und Sozialrat gab es ab 1992 sechs Amtssprachen (Arabisch, Chinesisch, Englisch, Französisch, Russisch und Spanisch), von denen drei Arbeitssprachen waren (Englisch, Französisch und Spanisch). Später kamen Arabisch, Chinesisch und Russisch auch als Arbeitssprachen im Wirtschafts- und Sozialrat hinzu.
Im Jahr 2001 wurden die Vereinten Nationen dafür kritisiert, dass sie sich zu stark auf Englisch und nicht genug auf die anderen fünf offiziellen Sprachen stützten, und spanischsprachige Mitgliedsstaaten brachten dies offiziell dem Generalsekretär vor. Darüber hinaus gab es eine Bewegung, die das Hinzufügen von Amtssprachen oder die Schaffung einer Gruppe von halbamtlichen Sprachen für Sprachen mit über 50 Millionen Sprechern in Betracht zog. Dies geschah nicht. Generalsekretär Kofi Annan antwortete auf diese Kritik, dass eine vollständige Parität der sechs Amtssprachen innerhalb der derzeitigen Haushaltsbeschränkungen nicht erreichbar sei, er aber dennoch großen Wert auf die Verbesserung des sprachlichen Gleichgewichts lege und daran arbeite, die Parität zwischen den bestehenden 6 Amtssprachen zu erhöhen.
Am 8. Juni 2007 hatte die Generalversammlung „die überragende Bedeutung der Gleichberechtigung der sechs Amtssprachen der Vereinten Nationen“ betont und den Generalsekretär aufgefordert, „sicherzustellen, dass in Stellenausschreibungen die Notwendigkeit einer der Arbeitssprachen des Sekretariats angegeben werde, es sei denn, die Funktionen der Stelle erforderten eine bestimmte Arbeitssprache“.
In den Jahren 2008 und 2009 wurde das Sekretariat durch Resolutionen der Generalversammlung aufgefordert, die Parität der sechs Amtssprachen zu respektieren, insbesondere bei der Verbreitung öffentlicher Informationen.
Der jüngste Bericht des Generalsekretärs zur Mehrsprachigkeit wurde am 4. Oktober 2010 herausgegeben. Als Reaktion darauf verabschiedete die Generalversammlung am 19. Juli 2011 die Resolution Nr. A/RES/65/311 zur Mehrsprachigkeit und forderte den Generalsekretär erneut auf, dafür zu sorgen, dass alle sechs Amtssprachen gleichermaßen günstige Arbeitsbedingungen und Ressourcen erhalten. Die Entschließung stellte mit Besorgnis fest, dass sich die mehrsprachige Entwicklung der UN-Website viel langsamer als erwartet verbessert habe. Das Bestreben, die Parität zu verbessern und sich auf Mehrsprachigkeit zu konzentrieren, wurde in den 2010er Jahren fortgesetzt und führte dazu, dass die Nachrichten- und Medienwebsite der Vereinten Nationen 2018 damit begann, Übersetzungen ihrer Inhalte ins Portugiesische aufzunehmen.
Im Jahr 2020 wurde zusätzlich zu den mit den sechs Amtssprachen verbundenen UN-Sprachtagen der UN-Tag der portugiesischen Sprache ins Leben gerufen.
Im Juni 2022 verabschiedete die Generalversammlung der Vereinten Nationen eine Resolution zur Mehrsprachigkeit, die UN-Organisationen ermutigte, wichtige Mitteilungen und Botschaften in offiziellen und nicht offiziellen Sprachen zu verbreiten, ähnlich den halboffiziellen Richtlinien, die Kofi Annan und Ban Ki-moon vorgeschlagen hatten. Zu diesen Sprachen gehören unter anderem Hindi, Persisch, Portugiesisch und Swahili, und die GA erkennt die Bemühungen der UNO an, auch nicht offizielle Sprachen zu verwenden.
Im Juli 2022 wurde der UN-Sprachtag von Swahili ins Leben gerufen. Portugiesisch und Swahili sind die einzigen nicht offiziellen UN-Sprachen, die einen UN-Sprachtag haben.

## Zeitleiste der Amtssprachen
Violett: Amts- und Arbeitssprache des Völkerbundes
Grün: Amtssprache des Völkerbundes
Rot: Amts- und Arbeitssprache der UNO
Blau: Amtssprache der UNO
Orange: Übersetzung auf der UNO-Nachrichtenseite wird angeboten
Gelb: Übersetzung angeboten + UNO-Sprachtag gewidmet

## UN-Nachrichten
Ab Juni 2018 umfasst die Medienabteilung der Vereinten Nationen, UN News, zusätzlich zu den 6 Amtssprachen Website-Übersetzungen auf Hindi, Portugiesisch und Swahili. Andere UN-Dokumente und -Websites werden ebenfalls auf Malaiisch und Türkisch übersetzt, jedoch nicht auf offizieller oder konsistenter Basis.

## Vorschläge für zusätzliche Sprachen
Zwar gibt es keine formellen Vorschläge vor der Generalversammlung, eine weitere Amtssprache hinzuzufügen, allerdings haben verschiedene Individuen und Staaten informell die Möglichkeit angesprochen, die Liste um eine neue Amtssprache zu ergänzen, um einem größeren Anteil der Weltbevölkerung entgegenzukommen. Es wurde angemerkt, dass die bisherigen Amtssprachen meist in der Nordhalbkugel gesprochen werden, weswegen die meisten Vorschläge aus der Südhalbkugel stammen. Die Großzahl der empfohlenen Sprachen gelten als Weltsprache und rangieren auf Level 0 (International) auf der EGIDS-Skala. Sie tendieren dazu, eine entweder supraregionale oder superzentrale Verkehrssprache nach der Theorie des Global Language Systems zu sein.

### Hindi
Hindi ist auf Platz vier der am meisten gesprochenen Muttersprachen der Welt. Es ist Amtssprache in Indien und Fidschi und verschiedene Dialekte werden immer noch in Nepal, Suriname und auf Mauritius gesprochen. Hindi ist gegenseitig verständlich mit Urdu, der Amtssprache Pakistans und zusammen gelten sie oft als identische Sprache, die dann als Hindustani oder Hindi-Urdu bezeichnet wird. Obwohl sie gesprochen große Ähnlichkeit aufweisen, nutzen sie unterschiedliche Schriftsysteme: Hindi wird in Devanagari geschrieben und Urdu in der persischen Form der arabischen Schrift. Hindi hat allein in Indien mehr als 550 Millionen Sprecher, von denen 422 Millionen die Sprache als Muttersprache sprechen und 98,2 Millionen als Zweitsprache. Hindustani ist die Verkehrssprache in Nordindien und in Pakistan (als Urdu) und die globale Bedeutung als Sprache steigt jeden Tag.
2007 wurde berichtet, dass die indische Regierung „sofortige diplomatische Schritte unternehmen würde, um den Status einer Amtssprache für Hindi bei den Vereinten Nationen anzustreben“. Laut einer Pressemitteilung ihres Außenministeriums aus dem Jahr 2009 hat die indische Regierung „aktiv daran gearbeitet“, dass Hindi als offizielle Sprache der Vereinten Nationen anerkannt wird. Im Jahr 2015 erklärte Nepals Vizepräsident Parmananda Jha seine feste Unterstützung für die Aufnahme von Hindi als offizielle Sprache der Vereinten Nationen.

### Malaiisch
Malaiisch ist eine austronesische Makrosprache, die in Brunei, Indonesien, Malaysia und Singapur gesprochen wird und dort auch Amtssprache ist – in Brunei, Malaysia und Singapur als „Bahasa Melayu“ und in Indonesien als „Bahasa Indonesia“. Sie dient in ganz Südostasien als Verkehrssprache. Mit mehr als 290 Millionen Sprechern rangiert Malaiisch auf Platz 11 der meistgesprochenen Sprachen im Ethnologue 2022. Malaiisch ist außerdem stark im Internet vertreten, mit Schätzungen, die von Platz sechs der meisten Internetbenutzer ausgehen.
Das indonesische Ministerium für Bildung und Kultur (Kemendikbud) hat Indonesisch zunehmend als internationale Sprache beworben und zielt auf den Status einer Amtssprache der UNO bis 2045 ab.

### Portugiesisch
Portugiesisch ist auf Platz sechs der meistgesprochenen Sprachen der Welt. Viele portugiesischsprachige Menschen und Mitglieder der Lusophonie verfechten eine weitergehende Anerkennung ihrer Sprache, die in Ländern auf fünf Kontinenten gesprochen wird: Portugal in Europa; Brasilien in Südamerika; Angola, Mosambik, Kap Verde, Guinea-Bissau, Äquatorialguinea, São Tomé und Príncipe in Afrika und Osttimor und Macau in Asien. Portugiesisch ist Amtssprache in zehn Ländern.
Im Jahr 2008 gab der portugiesische Präsident bekannt, dass die damaligen acht Führer der Gemeinschaft portugiesischsprachiger Länder (CPLP) vereinbart hatten, die notwendigen Schritte zu unternehmen, um Portugiesisch zu einer weiteren Amtssprache der UN zu machen. Die Medienabteilung UN News, enthält bereits Übersetzungen ins Portugiesische.

### Swahili
Swahili ist eine Verkehrssprache in ganz Ostafrika und ist besonders in der Region der Afrikanischen Großen Seen weit verbreitet. Von seinen Sprechern als Kiswahili bezeichnet ist die Sprache Amtssprache der EAC, Kenias, Tansanias, Ruandas, der Demokratischen Republik Kongo und außerdem der Afrikanischen Union. Es ist eine der meistgesprochenen Sprachen Afrikas, Pflichtfach in allen kenianischen Schulen und wird zunehmend im Osten Burundis genutzt.
Swahili hat zwischen 150 und 200 Millionen Sprecher und ähnelt den östlichen Bantusprachen wie etwa dem Komorischen. Es wird bereits in vielen Organisationen der UNO genutzt, da es neben den anderen großen Institutionen in New York, Wien und Genf auch ein Büro in Nairobi gibt. Der Medienzweig der UNO, „UN News“ bietet Übersetzungen auf Swahili an.

### Türkisch
September 2011 drückte der türkische Premierminister Recep Tayyip Erdoğan in einem Treffen mit UN-Generalsekretär Ban Ki-moon die Absicht aus, Türkisch zur UNO-Amtssprache zu machen.